# Parafia św. Maksymiliana Marii Kolbego w Głogowie Małopolskim
Parafia św. Maksymiliana Marii Kolbego w Głogowie Małopolskim (Rogoźnica) − parafia znajdująca się w diecezji rzeszowskiej w dekanacie Głogów Małopolski. Parafię erygowano 27 sierpnia 2006 roku dekretem ówczesnego biskupa diecezjalnego rzeszowskiego, bpa Kazimierza Górnego.